# Subdivisions administratives autonomes tibétaines de la république populaire de Chine

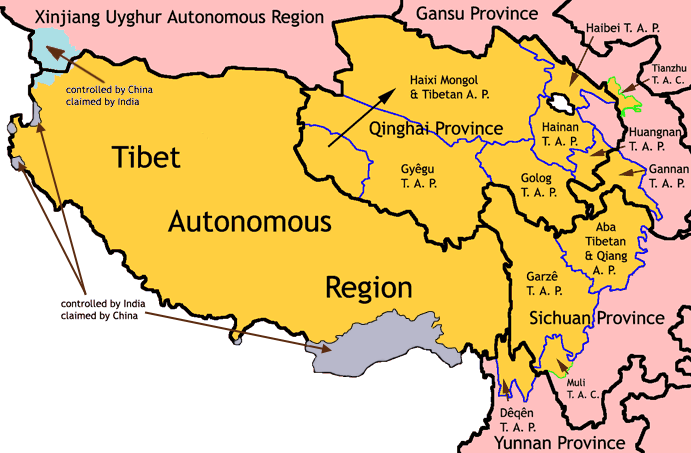
Les entités administratives autonomes tibétaines de la république populaire de Chine, en jaune sur la carte.

La république populaire de Chine a créé 13 subdivisions autonomes tibétaines de niveau administratif de province (1), préfecture (10) comté (2) , réparties  entre la région autonome du Tibet et les régions culturellement tibétaines des actuelles provinces du Qinghai, du Gansu, du Sichuan et du Yunnan.

## Divisions administratives chinoises
La Chine est constituée de 22 provinces, 5 régions autonomes, 30 préfectures autonomes (assimilable à des « départements »)  et 124 districts autonomes. Par ailleurs, plus de 1 200 comtés ethniques ont été créés dans les régions multiethniques. Ainsi cette division administrative présente quatre «échelons» :
- la province, la région autonome et la municipalité relevant de l'autorité centrale ;
- la préfecture, la ligue et la municipalité ayant rang de préfecture ;
- le district (bannière), le district autonome et la bannière autonome et municipalité ayant rang de district ;
- enfin le comté (assimilable au canton).

La division en provinces, régions autonomes et municipalités relève de l'autorité centrale et couvre tout le territoire.

## Entités tibétaines autonomes
Ces subdivisions sont au nombre de 13 avec une région autonome, 10 préfectures et 2 comtés :
- la région autonome du Tibet ou région autonome du Xizang dont le chef-lieu est Lhassa, ancienne capitale du Tibet ;
- la préfecture autonome tibétaine de Gannan et un comté le Xian autonome tibétain de Tianzhu dans la province du Gansu ;
- deux préfectures autonomes, la préfecture autonome tibétaine de Garzê et la préfecture autonome tibétaine et qiang d'Aba et un comté autonome le Xian autonome tibétain de Muli dans la province du Sichuan ;
- cinq préfectures tibétaines, la préfecture autonome tibétaine de Golog, la préfecture autonome tibétaine de Haibei, la préfecture autonome tibétaine de Hainan, la préfecture autonome tibétaine de Huangnan et la préfecture autonome tibétaine de Yushu et une préfecture autonome mongole et tibétaine, la préfecture autonome mongole et tibétaine de Haixi dans la province du Qinghai ;
- et enfin la préfecture autonome tibétaine de Dêqên dans la province du Yunnan.

## Démographie
Selon le recensement de 2000, 2,4 millions de Tibétains habitent dans la région autonome du Tibet, un million de Tibétains vivent dans la province du Qinghai, 455 000 sont dans la province du Sichuan, 643 000 dans la province du Gansu et 353 000 dans la province du Yunnan. 
Dans l'ensemble des trois provinces revendiquées par le gouvernement tibétain en exil, le recensement de l'année 2000 chiffre à 3 630 000 le nombre de Han et à 1 650 000 les membres d'autres ethnies.
Par ailleurs, d'après le recensement effectué en 2009 par le gouvernement tibétain en exil, 128 000 Tibétains font partie de la diaspora tibétaine.
Le tableau ci-après présente la population tibétaine dans les entités autonomes tibétaines de la république populaire de Chine en y intégrant Xining la capitale du Qinghai  et la préfecture de Haidong . La raison d'inclure ces deux derniers est de compléter les chiffres pour la province du Qinghai, et aussi parce qu'ils sont revendiqués comme faisant partie du « Tibet historique », par le gouvernement tibétain en exil. Ces statistiques ne comprennent pas les membres de l'armée populaire de libération en service actif.
| Répartition ethnique des zones tibétaines de la RPC, recensement de 2000. | Répartition ethnique des zones tibétaines de la RPC, recensement de 2000. | Répartition ethnique des zones tibétaines de la RPC, recensement de 2000. | Répartition ethnique des zones tibétaines de la RPC, recensement de 2000. | Répartition ethnique des zones tibétaines de la RPC, recensement de 2000. | Répartition ethnique des zones tibétaines de la RPC, recensement de 2000. | Répartition ethnique des zones tibétaines de la RPC, recensement de 2000. | Répartition ethnique des zones tibétaines de la RPC, recensement de 2000. |
|                                                                           | Total                                                                     | Tibétains                                                                 | Tibétains                                                                 | Chinois Han                                                               | Chinois Han                                                               | autres                                                                    | autres                                                                    |
| ------------------------------------------------------------------------- | ------------------------------------------------------------------------- | ------------------------------------------------------------------------- | ------------------------------------------------------------------------- | ------------------------------------------------------------------------- | ------------------------------------------------------------------------- | ------------------------------------------------------------------------- | ------------------------------------------------------------------------- |
| Région autonome du Tibet:                                                 | 2 616 329                                                                 | 2 427 168                                                                 | 92,8 %                                                                    | 158 570                                                                   | 6,1 %                                                                     | 30 591                                                                    | 1,2 %                                                                     |
| - Préfecture de Lhassa                                                    | 474 499                                                                   | 387 124                                                                   | 81,6 %                                                                    | 80 584                                                                    | 17,0 %                                                                    | 6 791                                                                     | 1,4 %                                                                     |
| - Préfecture de Qamdo                                                     | 586 152                                                                   | 563 831                                                                   | 96,2 %                                                                    | 19 673                                                                    | 3,4 %                                                                     | 2,648                                                                     | 0,5 %                                                                     |
| - Préfecture de Shannan                                                   | 318 106                                                                   | 305 709                                                                   | 96,1 %                                                                    | 10 968                                                                    | 3,4 %                                                                     | 1 429                                                                     | 0,4 %                                                                     |
| - Préfecture de Xigazê                                                    | 634 962                                                                   | 618 270                                                                   | 97,4 %                                                                    | 12 500                                                                    | 2,0 %                                                                     | 4 192                                                                     | 0,7 %                                                                     |
| - Préfecture de Nagchu                                                    | 366 710                                                                   | 357 673                                                                   | 97,5 %                                                                    | 7 510                                                                     | 2,0 %                                                                     | 1 527                                                                     | 0,4 %                                                                     |
| - Préfecture de Ngari                                                     | 77 253                                                                    | 73 111                                                                    | 94,6 %                                                                    | 3 543                                                                     | 4,6 %                                                                     | 599                                                                       | 0,8 %                                                                     |
| - Préfecture de Nyingchi                                                  | 158 647                                                                   | 121 450                                                                   | 76,6 %                                                                    | 23 792                                                                    | 15,0 %                                                                    | 13,405                                                                    | 8,4 %                                                                     |
| Province du Qinghai:                                                      | 4 822 963                                                                 | 1 086 592                                                                 | 22,5 %                                                                    | 2 606 050                                                                 | 54,0 %                                                                    | 1 130 321                                                                 | 23,4 %                                                                    |
| - Préfecture de Xining                                                    | 1 849 713                                                                 | 96 091                                                                    | 5,2 %                                                                     | 1 375 013                                                                 | 74,3 %                                                                    | 378 609                                                                   | 20,5 %                                                                    |
| - Préfecture de Haidong                                                   | 1 391 565                                                                 | 128 025                                                                   | 9,2 %                                                                     | 783 893                                                                   | 56,3 %                                                                    | 479 647                                                                   | 34,5 %                                                                    |
| - Préfecture autonome tibétaine de Haibei                                 | 258 922                                                                   | 62 520                                                                    | 24,1 %                                                                    | 94 841                                                                    | 36,6 %                                                                    | 101 561                                                                   | 39,2 %                                                                    |
| - Préfecture autonome tibétaine de Huangnan                               | 214 642                                                                   | 142 360                                                                   | 66,3 %                                                                    | 16 194                                                                    | 7,5 %                                                                     | 56 088                                                                    | 26,1 %                                                                    |
| - Préfecture autonome tibétaine de Hainan                                 | 375 426                                                                   | 235 663                                                                   | 62,8 %                                                                    | 105 337                                                                   | 28,1 %                                                                    | 34 426                                                                    | 9,2 %                                                                     |
| - Préfecture autonome tibétaine de Golog                                  | 137 940                                                                   | 126 395                                                                   | 91,6 %                                                                    | 9 096                                                                     | 6,6 %                                                                     | 2 449                                                                     | 1,8 %                                                                     |
| - Préfecture autonome tibétaine de Gyêgu                                  | 262 661                                                                   | 255 167                                                                   | 97,1 %                                                                    | 5 970                                                                     | 2,3 %                                                                     | 1 524                                                                     | 0,6 %                                                                     |
| - Préfecture autonome mongole et tibétaine de Haixi                       | 332 094                                                                   | 40 371                                                                    | 12,2 %                                                                    | 215 706                                                                   | 65,0 %                                                                    | 76 017                                                                    | 22,9 %                                                                    |
| Zones tibétaines de la province du Sichuan                                |                                                                           |                                                                           |                                                                           |                                                                           |                                                                           |                                                                           |                                                                           |
| - Préfecture autonome tibétaine et qiang d'Aba                            | 847 468                                                                   | 455 238                                                                   | 53,7 %                                                                    | 209 270                                                                   | 24,7 %                                                                    | 182 960                                                                   | 21,6 %                                                                    |
| - Préfecture autonome tibétaine de Garzê                                  | 897 239                                                                   | 703 168                                                                   | 78,4 %                                                                    | 163 648                                                                   | 18,2 %                                                                    | 30 423                                                                    | 3,4 %                                                                     |
| - Xian autonome tibétain de Muli                                          | 124 462                                                                   | 60 679                                                                    | 48,8 %                                                                    | 27 199                                                                    | 21,9 %                                                                    | 36 584                                                                    | 29,4 %                                                                    |
| Zones tibétaines de la province du Yunnan                                 |                                                                           |                                                                           |                                                                           |                                                                           |                                                                           |                                                                           |                                                                           |
| - Préfecture autonome tibétaine de Dêqên                                  | 353 518                                                                   | 117 099                                                                   | 33,1 %                                                                    | 57 928                                                                    | 16,4 %                                                                    | 178 491                                                                   | 50,5 %                                                                    |
| Zones tibétaines dans la province du Gansu                                |                                                                           |                                                                           |                                                                           |                                                                           |                                                                           |                                                                           |                                                                           |
| - Préfecture autonome tibétaine de Gannan                                 | 640 106                                                                   | 329 278                                                                   | 51,4 %                                                                    | 267 260                                                                   | 41,8 %                                                                    | 43 568                                                                    | 6,8 %                                                                     |
| - Xian autonome tibétain de Tianzhu                                       | 221 347                                                                   | 66 125                                                                    | 29,9 %                                                                    | 139 190                                                                   | 62,9 %                                                                    | 16 032                                                                    | 7,2 %                                                                     |
| Total pour le Tibet historique:                                           |                                                                           |                                                                           |                                                                           |                                                                           |                                                                           |                                                                           |                                                                           |
| En intégrant la Préfecture de Xining et la préfecture de Haidong          | 10 523 432                                                                | 5 245 347                                                                 | 49,8 %                                                                    | 3 629 115                                                                 | 34,5 %                                                                    | 1 648 970                                                                 | 15,7 %                                                                    |
| Sans intégrer la Préfecture de Xining et la préfecture de Haidong         | 7 282 154                                                                 | 5 021 231                                                                 | 69,0 %                                                                    | 1 470 209                                                                 | 20,2 %                                                                    | 790 714                                                                   | 10,9 %                                                                    |

## Création des zones autonomes tibétaines

### Répartition géographique des anciennes provinces tibétaines

#### Kham
La plus grande partie de la région du Kham est distribuée dans l'Est de la région autonome du Tibet (préfecture de Qamdo) et l'Ouest de la province du Sichuan (préfecture autonome tibétaine de Garzê et de la préfecture autonome tibétaine et qiang d'Aba, district du xian autonome tibétain de Muli), complétée par des parties plus petites dans les provinces du Qinghai (sud-est de la préfecture autonome tibétaine de Yushu) et du Yunnan (préfecture autonome tibétaine de Dêqên).

### Création des nouvelles zones tibétaines

#### Ancienne  province du Xikang
En 1905, alors que l'empire mandchou était dans son déclin, les frères Zhao Erfeng et Zhao Erxun, seigneurs de guerre chinois, se partagèrent la tâche de découper le Tibet en différentes régions administratives. L'Amdo et le Kham devinrent les provinces du Qinghai et du Xikang. D'abord « district administratif spécial », le Xikang devint officiellement une province en 1939. Jusqu'en 1950, sa capitale fut la ville de Kangding, et son gouverneur le seigneur de la guerre Liu Wenhui.
Dans la réalité, le contrôle chinois ne portait que sur le Kham oriental, les Tibétains contrôlant le Kham occidental (région de Qamdo), le fleuve Yangzi constituant alors la frontière de fait entre Chine et Tibet.
Pendant cette période, la région contrôlée par Liu Wenhui devint un centre important de production d'opium.
Entre 1940 et 1949, Phuntsok Wangyal, créateur du Parti communiste tibétain, y organisa une rébellion.

#### Province du Qinghai
Dans l’Encyclopædia Universalis, les universitaires Guy Mennessier, Thierry Sanjuan et Pierre Trolliet indiquent que le Qinghai est une « province détachée du Tibet ». Créée en 1928, elle était à l'époque sous le contrôle du seigneur de la guerre Ma Bufang,, qui appartenait à la minorité chinoise musulmane Hui.
À la suite d'un voyage entre 1921 et 1924 en Amdo, Alexandra David-Néel affirma que cette région était considérée comme une province tibétaine gouvernée par des chefs locaux, non soumis au gouvernement du dalaï-lama, et qu'elle était vaguement contrôlée par la Chine percevant quelques impôts et n'intervenant que rarement dans les affaires de la population.

#### Préfecture autonome tibétaine de Gannan (1953)
La préfecture autonome tibétaine de Gannan  a été fondée en 1953. Elle exerce sa juridiction sur huit subdivisions – une ville-district et sept xian.

#### Région autonome du Tibet (1965)
En 1956, le maréchal chinois Chen Yi inaugure le comité préparatoire à l'établissement de la région autonome du Tibet, ayant pour président le dalaï-lama et pour premier vice-président le panchen lama,. La région autonome du Tibet a été officiellement fondée en septembre 1965.